# Доросиев, Яко
Яко (Йоаким) Тодоров Доросиев (20 января 1890, Копривштица — 26 марта 1925, София) — болгарский революционер, руководитель оперативного отдела Военной организации БКП.

## Биография
Родился в городе Копривштица в семь учителя. Поступил в гимназию в Пловдиве, где стал участником марксистского кружка, организованного Василом Коларовым и в 1908 году присоединился к БРСДП(т.с.). Затем оканчивает учительские гимназии в Пловдиве и Софии. Принимал активное участие в деятельности профсоюзной организации учителей.
Во время Первой мировой войны — командир взвода на румынском фронте. В 1920 году по конкурсу назначен учителем в Софии и избран секретарём столичной организации учителей. В 1921 году за «антигосударственную» пропаганду против правительства Александра Стамболийского лишён права преподавать. Избран секретарём на Лозенской партийной организации и членом местного комитета БКП в Софии.
Принимает участие в подготовке Сентябрьского восстания 1923 года, но 12 сентября был арестован и подвергнут пыткам в пехотных казармах. Освобожден в начале 1924 года. На Витошской нелегальной партийной конференции 1924 года избран членом ЦК БКП. С октября того же года занимается организацией нелегальной печати листовок, газеты «Рабочий вестник» (болг. Работнически вестник) (1897—1939) и др.
Осуществляет связь между ЦК и руководством Военной организации партии. Работает вместе с Коста Янковым, Иваном Минковым, Марко Фридманом и др., организует нелегальные явки и участвует в опасных акциях. 26 марта 1925 года, по пути на заседание Военного центра, был перехвачен агентами III секции Военного министерства Болгарии и был убит во время завязавшейся перестрелки.
Его гибель подтолкнула левых коммунистов в ВО БКП форсировать подготовку нападения на Собор Святой Недели даже и вразрез с мнением руководства партии.